# 익산대로
익산대로(Iksan-daero)는 전북특별자치도 익산시 평화동 평화육교와 망성면 망성도정공장을 잇는 전북특별자치도의 도로이다. 과거 전 구간이 국도 제23호선에 속했다.

## 연혁
- 1999년 12월 28일 : 익산시 신용동 ~ 강경읍 시 경계 21.3km 구간 4차선 확장 개통.[1]
- 2009년 7월 10일 : 2개 이상 시·도에 걸쳐 있는 도로로 익산대로를 고시[2]
- 2016년 12월 21일 : 익산시 국도대체우회도로 황등 ~ 오산 구간(익산시 오산면 영만리 ~ 함열읍 다송리) 10.8km 구간 개통으로 기존 익산시 오산면 송학리 ~ 함열읍 다송리 11.8km 구간 폐지[3]
- 2017년 1월 2일 : 황등 ~ 오산간 도로 개통으로 익산시 오산면 송학리 ~ 함열읍 다송리 11.8km 구간을 익산시 오산면 영만리 ~ 함열읍 다송리 10.8km 구간으로 노선 지정 변경[4]

## 주요 경유지
전북특별자치도
- 익산시 (평화동 - 중앙동 - 남중동 - 모현동 - 신동 - 황등면 - 함열읍 - 용안면 - 용동면 - 망성면)

## 노선
| 이름                                               | 접속 노선                                  | 소재지 | 소재지         | 비고                                             |
| -------------------------------------------------- | ------------------------------------------ | ------ | -------------- | ------------------------------------------------ |
| 평화육교 (동단)                                    | 목천로                                     | 익산시 | 평화동         |                                                  |
| 익산시외버스터미널 익산고속버스터미널              |                                            | 익산시 | 평화동         |                                                  |
| 평화사거리                                         | 국도 제27호선 (평동로) 평동로1길           | 익산시 | 평화동         | 국도 제27호선 구간                               |
| 평화삼거리                                         | 국도 제27호선 (학곤로) 익산대로6길         | 익산시 | 평화동         | 국도 제27호선 구간                               |
| 익산역사거리                                       | 중앙로                                     | 익산시 | 중앙동         |                                                  |
| 모현사거리                                         | 지방도 제720호선 (선화로)                  | 익산시 | 남중동         |                                                  |
| 배산사거리                                         | 동서로                                     | 익산시 | 모현동         |                                                  |
| 김동문배드민턴체육관                               | 신동로                                     | 익산시 | 신동           |                                                  |
| 원대사거리                                         | 무왕로                                     | 익산시 | 신동           |                                                  |
| 원광대학교 원불교 중앙총부 원광보건대학교 석수문교 |                                            | 익산시 | 신동           |                                                  |
| 요교                                               |                                            | 익산시 | 신동           |                                                  |
| 황등면                                             |                                            | 익산시 |                |                                                  |
| 신기 교차로                                        | 화강암로                                   | 익산시 | 상행 진입 불가 |                                                  |
| 황등1교 황등2교                                    |                                            | 익산시 |                |                                                  |
| 황등 교차로                                        | 지방도 제718호선 지방도 제722호선 (황금로) | 익산시 |                |                                                  |
| 황등삼거리                                         | 황등로                                     | 익산시 |                |                                                  |
| 농공단지 교차로                                    | 석재단지길                                 | 익산시 |                |                                                  |
| (교차로 명칭 미상)                                 | 익산대로78길                               | 익산시 | 함열읍         |                                                  |
| 다송 교차로                                        | 국도 제23호선 (서부로)                     | 익산시 | 함열읍         | 국도 제23호선 구간                               |
| 다송사거리 (고가)                                  | 지방도 제723호선 (백제로)                  | 익산시 | 함열읍         | 국도 제23호선 구간                               |
| 용왕 교차로                                        | 미륵사지로                                 | 익산시 | 함열읍         | 국도 제23호선 구간                               |
| 정동오거리                                         | 지방도 제724호선 (함낭로) 함열10길         | 익산시 | 함열읍         | 국도 제23호선 구간                               |
| 남당사거리                                         | 함열중앙로                                 | 익산시 | 함열읍         | 국도 제23호선 구간                               |
| 함열 교차로                                        | 와리5길 칠목길                             | 익산시 | 함열읍         | 국도 제23호선 구간                               |
| 동지산리                                           | 안성로                                     | 익산시 | 용안면         | 국도 제23호선 구간                               |
| 안대교 송산육교                                    |                                            | 익산시 | 용안면         | 국도 제23호선 구간                               |
| 송산 교차로                                        | 함열로                                     | 익산시 | 용안면         | 국도 제23호선 구간                               |
| 학남교                                             |                                            | 익산시 | 용안면         | 국도 제23호선 구간                               |
| 용안입구 교차로                                    | 지방도 제706호선 (현내1로)                 | 익산시 | 용안면         | 국도 제23호선 구간                               |
| 덕용 교차로                                        | 지방도 제711호선 (함안로)                  | 익산시 | 용안면         | 국도 제23호선 구간 상행 진출 불가 하행 진입 불가 |
| 용안교                                             |                                            | 익산시 | 용안면         | 국도 제23호선 구간                               |
| 중신 교차로                                        | 현내로                                     | 익산시 | 용안면         | 국도 제23호선 구간                               |
| 운교                                               |                                            | 익산시 | 용안면         | 국도 제23호선 구간                               |
| 용동면                                             |                                            | 익산시 |                | 국도 제23호선 구간                               |
| 구산리                                             | 용동로                                     | 익산시 |                | 국도 제23호선 구간                               |
| 화산 교차로                                        | 화산1길                                    | 익산시 | 망성면         | 국도 제23호선 구간                               |
| 화산교                                             |                                            | 익산시 | 망성면         | 국도 제23호선 구간                               |
| 화산 교차로                                        | 나바위길                                   | 익산시 | 망성면         | 국도 제23호선 구간                               |
| 망성 교차로                                        | 국가지원지방도 제68호선 (강경~연무간 도로) | 익산시 | 망성면         | 국도 제23호선 구간 국가지원지방도 제68호선 구간  |
| 망성도정공장                                       |                                            | 익산시 | 망성면         | 국도 제23호선 구간 국가지원지방도 제68호선 구간  |
| 계백로와 직결                                      |                                            |        |                |                                                  |

## 주요 건물 및 시설
- 익산시외버스터미널 (전북특별자치도 익산시 익산대로 52)
- 익산고속버스터미널 (전북특별자치도 익산시 익산대로 56)
- 평화자율방범대 (전북특별자치도 익산시 익산대로 75)
- 익산역 (전북특별자치도 익산시 익산대로 153)
- 이리서초등학교 (전북특별자치도 익산시 익산대로 213)
- 김동문배드민턴체육관 (전북특별자치도 익산시 익산대로 355)
- 원광종합사회복지관 (전북특별자치도 익산시 익산대로 415-7)
- 이리북중학교 (전북특별자치도 익산시 익산대로 415-14)
- 원광대학교 (전북특별자치도 익산시 익산대로 460)
- 원불교 중앙총부 (전북특별자치도 익산시 익산대로 501)
- 원광보건대학교 (전북특별자치도 익산시 익산대로 514)
- 다송초등학교 (전북특별자치도 익산시 함열읍 익산대로 1351)
- 익산시농업기술센터 (전북특별자치도 익산시 함열읍 익산대로 1366-20)
- 한국농어촌공사 익산지사 (전북특별자치도 익산시 함열읍 익산대로 1794)
- 익산차량등록사업소 (전북특별자치도 익산시 함열읍 익산대로 1841)
- 함열여자고등학교 (전북특별자치도 익산시 함열읍 익산대로 1852)